# Venturia (Dakota del Nord)
Venturia és una població dels Estats Units a l'estat de Dakota del Nord. Segons el cens del 2000 tenia 23 habitants.

## Demografia
Segons el cens del 2000, Venturia tenia 23 habitants, 10 habitatges, i 8 famílies. La densitat de població era de 126,9 hab./km².
Dels 10 habitatges en un 20% hi vivien nens de menys de 18 anys, en un 70% hi vivien parelles casades, en un 10% dones solteres, i en un 20% no eren unitats familiars. En el 20% dels habitatges hi vivien persones soles el 10% de les quals corresponia a persones de 65 anys o més que vivien soles. El nombre mitjà de persones vivint en cada habitatge era de 2,3 i el nombre mitjà de persones que vivien en cada família era de 2,63.
Per edats la població es repartia de la següent manera: un 17,4% tenia menys de 18 anys, un 4,3% entre 18 i 24, un 21,7% entre 25 i 44, un 30,4% de 45 a 60 i un 26,1% 65 anys o més.
L'edat mediana era de 48 anys. Per cada 100 dones de 18 o més anys hi havia 90 homes.
La renda mediana per habitatge era de 28.125 $ i la renda mediana per família de 26.875 $. Els homes tenien una renda mediana de 23.750 $ mentre que les dones 0 $. La renda per capita de la població era de 16.861 $. Cap de les famílies estaven per davall del llindar de pobresa.

## Poblacions properes
El següent diagrama mostra les poblacions més properes.